# Pancho Villa: El Centauro del Norte
Pancho Villa: El Centauro del Norte es una serie de televisión web biografíca mexicana creada por Enrique Rentería y producida por BTF Media, la cual está basada en la vida del revolucionario Francisco "Pancho" Villa. La serie fue estrenada el 19 de julio de 2023 en Star+, con un total de 10 episodios.
Está protagonizada por Jorge A. Jiménez, Juan Luis Medina, Armando Hernández, Leonardo Alonso, Marco Treviño, Andrés Montiel, Pablo Abitia, Gabriela Cartol y Dagoberto Gama, junto a un extenso reparto coral.

## Argumento
Doroteo Arango Arámbula, más conocido como Francisco "Pancho" Villa, una de las figuras históricas más emblemáticas de la Revolución Mexicana y cuya participación militar fue definitiva para vencer al régimen del entonces presidente Victoriano Huerta. La vida del célebre líder militar, desde sus comienzos, como bandido durante su adolescencia, hasta su transformación en caudillo de la Revolución Mexicana y, posteriormente, los hechos alrededor de su muerte al ser asesinado en una emboscada en Hidalgo del Parral, Chihuahua, en 1923. La producción explora las distintas facetas de la leyenda mexicana, poniendo en evidencia su contradicciones personales y construyendo una historia nunca antes vista.

## Reparto
- Jorge A. Jiménez como Francisco "Pancho" Villa
- Jaime Bernache como Doroteo Arango (Pancho Villa adolescente)
- Juan Luis Medina como Carlos Jáuregui
- Armando Hernández como Tomás Urbina
- Leonardo Alonso como Rodolfo Fierro
- Marco Treviño como Venustiano Carranza
- Andrés Montiel como Felipe Ángeles
- Pablo Abitia como Raúl Madero
- Dagoberto Gama como  Victoriano Huerta
- Gabriela Cartol como Lucita
- Iván Arana como Álvaro Obregón
- Jesús Delgado Sánchez como Hipólito Villa